# يعقوب فيليكان
يعقوب فيليكان (بالرومانية: Iacob Felecan)‏ (مواليد 1 يناير 1914) هو لاعب كرة قدم. يلعب مع منتخب رومانيا لكرة القدم. سبق له أن لعب في كأس العالم لكرة القدم مع منتخب بلاده.

## روابط خارجية
- يعقوب فيليكان على موقع الاتحاد الدولي (مؤرشف)  (الإنجليزية)
- يعقوب فيليكان على موقع قاعدة بيانات كرة القدم.إي يو (الإنجليزية)
- يعقوب فيليكان على موقع ناشيونال فوتبول تيمز (الإنجليزية)
- يعقوب فيليكان على موقع Soccerway.com (الإنجليزية)
- يعقوب فيليكان على موقع عالم كرة القدم.نت (الإنجليزية)